# اومورتاگ (شهر)
اومورتاگ شهری در استان ترگوویشته کشور بلغارستان است که جمعیت آن در سال ۲۰۰۱ میلادی ۸٬۸۹۳ نفر بوده‌است.